# Брезово (община)
Вижте пояснителната страница за други значения на Брезово.
Община Брезово се намира в Южна България и е една от съставните общини на област Пловдив.

## История
Първообразът на днешната Община Брезово е някогашната Сърненогорска околия.

## География

### Географско положение, граници, големина
Общината е разположена в източната част на област Пловдив. С площта си от 465,405 km2 заема 6-о място сред 18-те общините на областта, което съставлява 7,77% от територията на областта. Границите ѝ са следните:
- на юг – община Раковски;
- на запад – община Калояново;
- на северозапад – община Карлово;
- на север – община Павел баня, област Стара Загора;
- на изток – община Братя Даскалови, област Стара Загора.

### Природни ресурси

#### Релеф
Релефът на общината е разнообразен – от равнинен в южната част, през хълмист в централната, до ниско планински в северната. Територията ѝ попада в пределите на Горнотракийската низина и части от Сърнена Средна гора.
Южната част на общината, приблизително до условната линия на север покрай селата Върбен, Златосел и Зелениково се заема от северната, хълмиста част на Горнотракийската низина, с надморска височина между 200 и 300 m. Югозападно от село Тюркмен, на границата с община Раковски се намира най-ниската точка на община Брезово – 171 m н.в.
Районите северно от горепосочената условна линия се заемат от южните склонове (и част от северните в землището на село Свежен) на западната част на Сърнена Средна гора. Тук, на границата с община Павел баня, североизточно от село Розовец се издига връх Братан 1235,8 m, най-високата точка на общината и на цялата Сърнена Средна гора.

#### Води
От Сърнена Средна гора водят началото си множество малки реки, които текат на юг и при навлизането си в Горнотракийската низина изкуствено се разделят на множество напоителни канали, с водите на които се напояват обширните земеделски земи. По-големи от тези реки са Брезовска река (52,7 km) и Сребра, явяващи се леви притоци на Марица, и които протичат през община Брезово с горните и част от средните си течения. Брезовска река извира под връх Братан и се насочва на юг. Преминава последователно през селата Розовец и Зелениково, град Брезово и селата Чоба и Тюркмен и южно от последното напуска пределите на общината. Река Сребра води началото си южно от село Свежен. Тече в южна посока като минава последователно през селата Златосел, Дрангово е Отец Кирилово и също напуска територията на общината.
Крайната северна част на община Брезово се отводнява от Свеженска река (ляв приток на Бяла река, от басейна на Стряма). Тя извира североизточно от село Свежен, минава през селото и завива на северозапад, като протича в дълбока залесена долина. На около 7 km северозападно от селото навлиза в община Карлово.
На реките Брезовска и Сребра и на някои от техните притоци има изградени множество микроязовири, водите на които са включени в обширна напоителна система. По-големи от тях са язовирите: „Дондуково“ и „Отец Кирилово“ (на река Сребра), „Пъдарско“, „Борец 1, 2 и 3“, „Дрангово“, „Болярино“ и др.

## Население

### Етнически състав (2011)
Численост и дял на етническите групи според преброяването на населението през 2011 г.:
|                     | Численост | Дял (в %) |
| Общо                | 7298      | 100,00    |
| Българи             | 5695      | 78,04     |
| Турци               | 34        | 0,47      |
| Цигани              | 1 094     | 14,99     |
| Други               | 13        | 0,18      |
| Не се самоопределят | 23        | 0,32      |
| Неотговорили        | 439       | 6,02      |

### Населени места
Общината има 16 населени места с общо население от 6170 жители към 7 септември 2021 г.
| Населено място | Население (2021 г.) | Площ на землището km2 | Забележка (старо име) | Населено място | Население (2021 г.) | Площ на землището km2 | Забележка (старо име)           |
| -------------- | ------------------- | --------------------- | --------------------- | -------------- | ------------------- | --------------------- | ------------------------------- |
| Бабек          | 57                  | 16,759                |                       | Пъдарско       | 510                 | 17,424                | Коруджиларе                     |
| Борец          | 681                 | 21,605                | Салалии               | Розовец        | 181                 | 48,118                | Рахманлии                       |
| Брезово        | 1607                | 49,962                | Абрашларе             | Свежен         | 164                 | 59,985                | Аджар                           |
| Върбен         | 145                 | 31,494                | Мусу чалъ, Суютчук    | Стрелци        | 426                 | 31,234                | Кадършик                        |
| Дрангово       | 363                 | 14,437                | Комарларе             | Сърнегор       | 97                  | 16,801                | Караджа охад                    |
| Зелениково     | 378                 | 49,451                | Хамзаларе             | Тюркмен        | 248                 | 15,484                |                                 |
| Златосел       | 132                 | 20,052                | Саръ демирджии        | Чехларе        | 71                  | 21,521                | Морозово                        |
| Отец Кирилово  | 240                 | 14,027                | Кирекчии              | Чоба           | 870                 | 37,051                |                                 |
|                |                     |                       |                       | ОБЩО           | 6170                | 465,405               | няма населени места без землища |

## Административно-териториални промени
- Губернаторско разрешение от 1879 – 1880 г. – преименува с. Абрашларе на с. Брезово;
- през 1885 г. – преименувано е с. Муслу чалъ на с. Суютчук от населението без административен акт;
- МЗ № 2820/обн. 14 август 1934 г. – преименува с. Салалии на с. Борец;

– преименува с. Суютчук на с. Върбен;
– преименува с. Комарларе на с. Дрангово;
– преименува с. Хамзаларе на с. Зелениково;
– преименува с. Саръ демирджии на с. Златосел;
– преименува с. Кирекчии на с. Отец Кирилово;
– преименува с. Коруджиларе (Куруджилар) на с. Пъдарско;
– преименува с. Рахманлии на с. Розовец;
– преименува с. Аджар на с. Свежен;
– преименува с. Кадършик на с. Стрелци;
– преименува с. Караджа ат (Караджа охат) на с. Сърнегор;
- Указ № 165/обн. 5 април 1950 г. – преименува с. Чехларе на с. Морозово;
- Указ № 828/обн. 29 август 1969 г. – присъединява с. Чоба като квартал на с. Брезово и обявява с. Брезово за гр. Брезово;
- Указ № 1126/обн. 23 септември 1969 г. – възстановява старто име на с. Морозово на с. Чехларе;
- Указ № 250/обн. 22 август 1991 г. – отделя кв. Чоба от гр. Брезово и го възстановява като отделно населено място – с. Чоба.

## Транспорт
През общината преминават частично 4 пътя от Републиканската пътна мрежа на България с обща дължина 58,2 km:
- участък от 26,3 km от Републикански път II-56 (от km 43,2 до km 69,5);
- последният участък от 3,3 km от Републикански път III-664 (от km 28,7 до km 32,0);
- последният участък от 10,6 km от Републикански път III-666 (от km 12,6 до km 23,2);
- началният участък от 18 km от Републикански път III-5604 (от km 0 до km 18,0).

## Топографска карта
- Лист от карта K-35-50. Мащаб: 1 : 100 000.
- Лист от карта K-35-51. Мащаб: 1 : 100 000.
- Лист от карта K-35-61. Мащаб: 1 : 100 000.